# Edmond Missa
Edmond Jean Louis Missa (Reims, 12 de juny de 1861 - París, 29 de gener de 1910) fou un organista i compositor francès.
Fou deixeble de Massenet i organista de les esglésies de Sant Tomàs d'Aquino i dels Mantells Blancs. D'una inspiració amable i lleugera, i coneixedor dels secrets de la música, produí gran nombre d'operetes, tals com:
- Juge et Partie (1885);
- Lydia (1887);
- Le chavalier timide (1887);
- La belle Sophie (1888);
- La doctoresse (1890);
- La princeses Niagara (1892);
- Mariage galant (1892);
- Tararaboum-Revue (1892);
- Dinah (1894);
- Minon de Lenclos, òpera còmica (1895);
- Deux Peiples (1896);
- Leur femme (1897);
- Le dernier des Marigny, Un déjeuner sur l'herbe, L'hôte, drama líric (1899);
- La demoiselle aux camelias (1899);
- Bobette (1900);
- Maguelone (1902);
- Muguette (1903);
- Dans la lumière et les parfums (1905).

A més, va escriure, diversos balls d'espectacle, melodies i composicions per a piano, orgue i orquestra.